# Tiếng Malaysia
Tiếng Malaysia (tiếng Mã Lai: bahasa Malaysia; Jawi: بهاس مليسيا) hoặc Tiếng Mã Lai Malaysia (tiếng Mã Lai: bahasa Melayu Malaysia) là tên thường dùng cho tiếng Mã Lai sử dụng ở Malaysia (để phân biệt với khẩu ngữ sử dụng ở Indonesia, được gọi là tiếng Indonesia). Về mặt hiến pháp, nó là ngôn ngữ chính thức của Malaysia là tiếng Mã Lai, nhưng chính phủ theo thời gian lại gọi nó là tiếng Malaysia. Tiếng Malaysia tiêu chuẩn là dạng chuẩn của phương ngữ Johore-Riau của tiếng Mã Lai. Nó được nói bởi phần lớn người dân Malaysia, mặc dù hầu hết đã học một dạng tiếng Mã Lai hoặc ngôn ngữ bản địa khác trước. Tiếng Mã Lai là một môn học bắt buộc trong các trường tiểu học và trung học.

## Lịch sử
Trong thời kỳ thuộc địa, Richard Olaf Winstedt và Richard James Wilkinson đã tạo ra nền tảng của hệ thống giáo dục ngày nay ở Malaysia và thông qua dự án của họ không chỉ nghiên cứu hệ thống của ngôn ngữ Malay, mà còn tạo ra các từ điển Anh–Mã Lai hợp lệ. Sau khi Liên bang Mã Lai tự do độc lập, thuật ngữ "Bahasa Melayu" đã được giới thiệu bởi những người cha độc lập của Malaysia, đặc biệt là Tunku Abdul Rahman, như Điều 152 trong hiến pháp, để trao cho quốc gia đa sắc tộc thông qua một ngôn ngữ chung.
Sau tình trạng bất ổn dân tộc đẫm máu năm 1969, Thủ tướng Abdul Razak Hussein đã đưa ra thuật ngữ "Bahasa Malaysia" để thể hiện sự thống nhất của các nhóm dân tộc Malaysia và tranh chấp tranh chấp về sự thống trị của người Malaysia bản địa. Dưới thời Bộ trưởng Bộ Giáo dục Anwar Ibrahim năm 1986, cái tên "Bahasa Melayu" được giới thiệu lại. Vào tháng 4 năm 2007, Nội Các Malaysia đã nhất trí bỏ phiếu sử dụng "Bahasa Malaysia" là thuật ngữ chính thức cho ngôn ngữ quốc gia của tất cả các nhóm dân tộc ở Malaysia.

## Hệ thống chữ viết

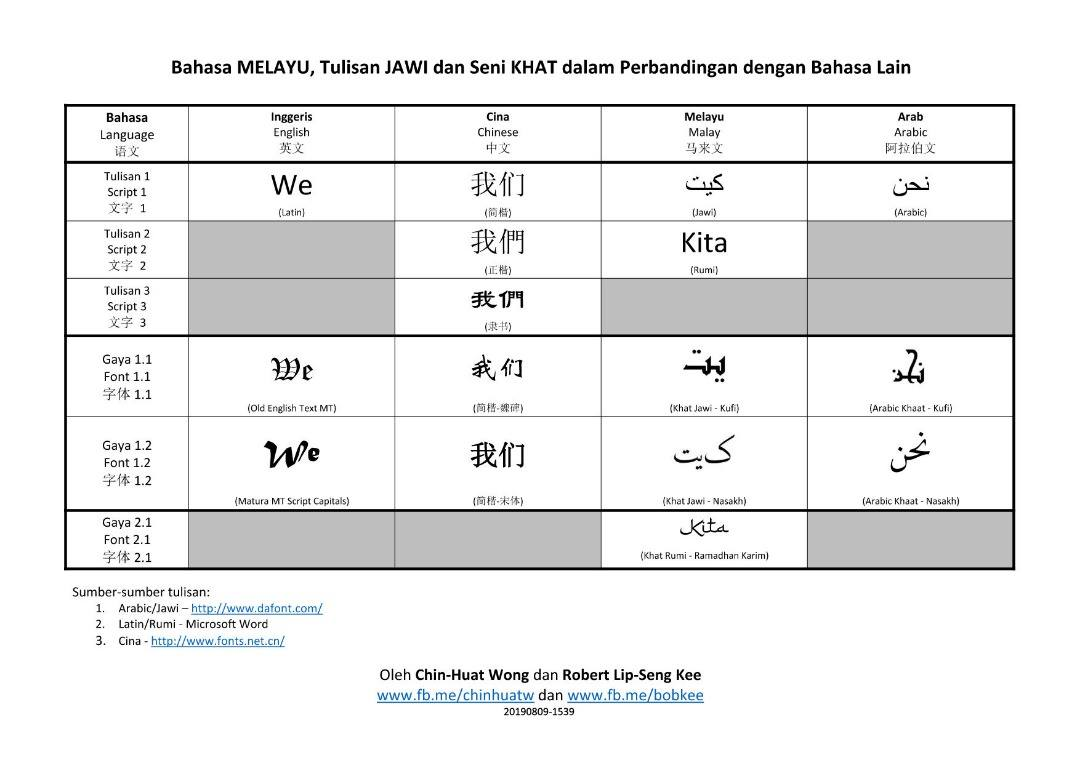
So sánh tiếng Mã Lai viết bằng Rumi và Jawi với các ngôn ngữ khác

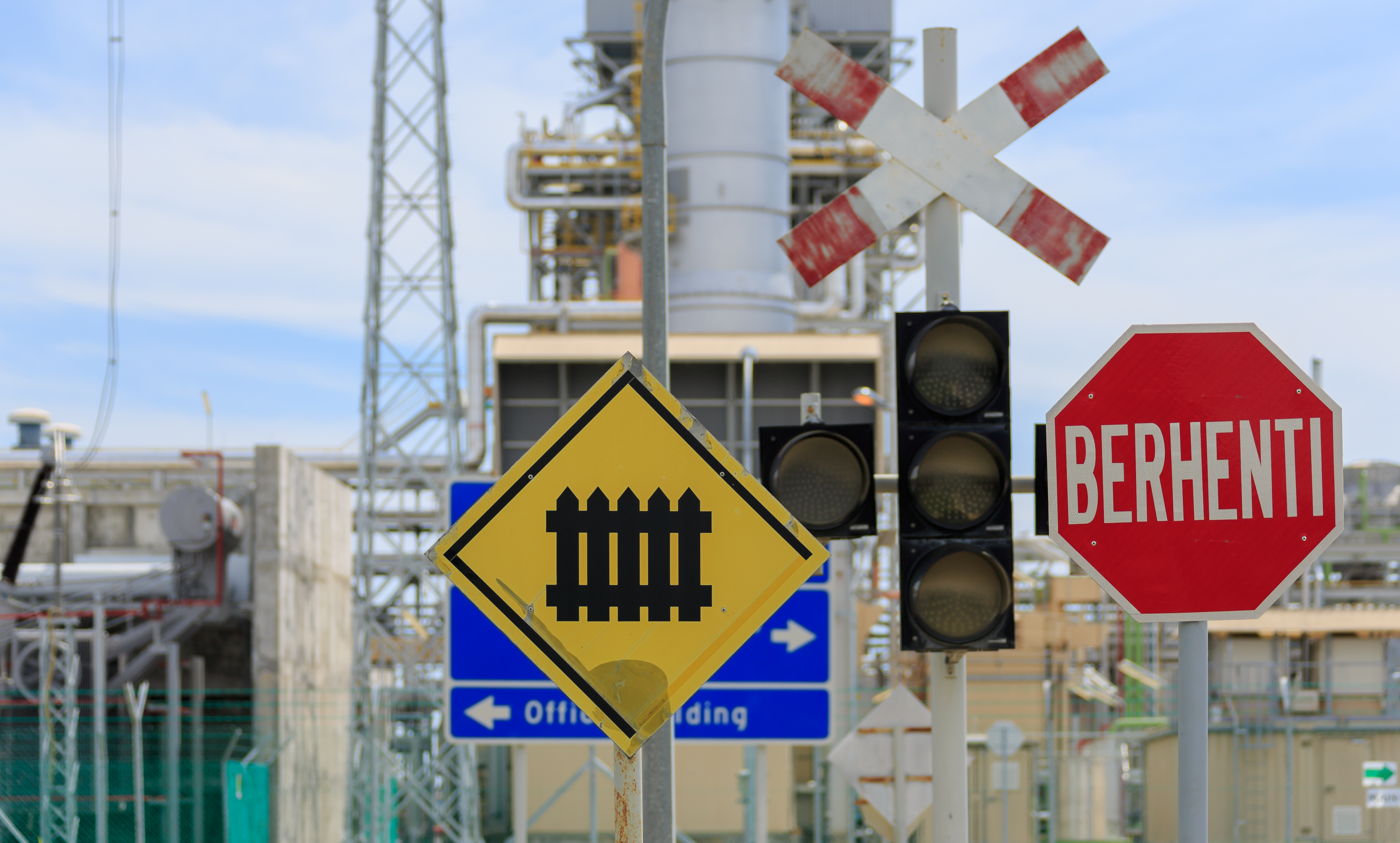
Biển báo giao thông bằng tiếng Malaysia: Dấu hiệu cảnh báo "Vượt cấp" và biển báo quy định "Dừng lại".

Tiếng Malaysia thường được viết bằng bảng chữ cái Latinh gọi là Rumi, mặc dù bảng chữ cái Ả Rập có tên là Jawi cũng tồn tại. Chữ Rumi là chính thức trong khi những nỗ lực hiện đang được thực hiện để bảo tồn chữ viết Jawi và khôi phục việc sử dụng nó ở Malaysia. Tuy nhiên, chữ Latinh vẫn là chữ viết được sử dụng phổ biến nhất ở Malaysia, cho cả mục đích chính thức và không chính thức.

## Từ mượn
Tiếng Malaysia có hầu hết các từ vay mượn từ tiếng Phạn, tiếng Tamil, tiếng Hindi, tiếng Ba Tư, tiếng Bồ Đào Nha, tiếng Hà Lan, tiếng Trung, tiếng Ả Rập và gần đây là tiếng Anh (đặc biệt là nhiều thuật ngữ khoa học và công nghệ). Tiếng Mã Lai hiện đại của Malaysia cũng bị ảnh hưởng từ vựng bởi sự đa dạng của tiếng Indonesia, chủ yếu thông qua sự phổ biến của các bộ phim truyền hình, vở kịch xà phòng và âm nhạc của Indonesia.